# Opere tratte dal Cenacolo di Leonardo
Nell'immaginario collettivo l'Ultima Cena di Leonardo da Vinci è la rappresentazione più vicina all'episodio raccontato dai Vangeli. Opere tratte dal Cenacolo di Leonardo sono state realizzate in gran numero e abbracciano le più diverse espressioni d'arteː dalla pittura, alla scultura, al disegno, alla caricatura, all'incisione, alla performance, alla pop art, alla letteratura e datano dagli anni immediatamente successivi alla realizzazione dell'opera leonardesca, fino ai giorni nostri. Un catalogo esauriente di queste manifestazioni estetico-culturali, la cui validità artistica varia a seconda dei casi, è praticamente impossibile. Differenti sono le forme espressive - la maggior parte rispettose, alcune irrispettose - ma persiste questo tema, attraverso i secoli, e il riferimento al capolavoro di Leonardo resta sempre riconoscibile.

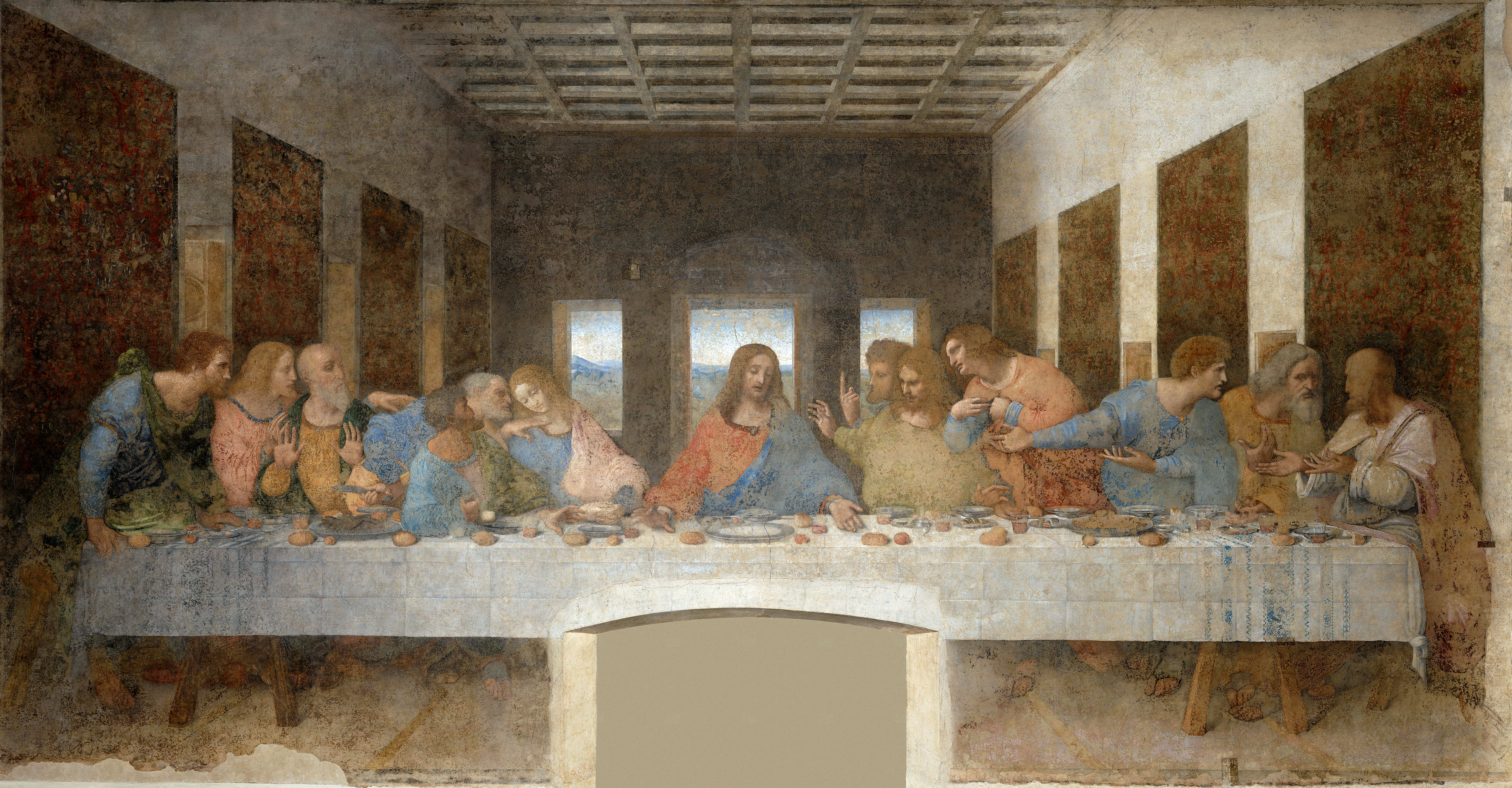
Leonardo da Vinci, Ultima Cena (1495-1498)

## Copie rimaste e copie perdute
IL Cenacolo di Leonardo apparve immediatamente una rappresentazione innovativa, ad in iniziare dalla tovaglia distesa sul tavolo: un panno bianco continuo, messo in primo piano sulla scena. Nei dipinti veneziani, in particolare in quelli di scuola giorgionesca e tizianesca, si riscontrano mezze figure maschili, dall'espressione intensa, accostate a due a due e chiaramente derivate da personaggi leonardeschi.
Per porre rimedio al costante deterioramento dell'opera, che nessun restauro riusciva ad arrestare, si pensò a copie integrali del Cenacolo. Nel 1794 il pittore francese André Dutertre ne eseguì una all'acquarello, su un foglio di media grandezza. Abbiamo l'affresco di Ponte Capriasca, mentre è perduta l'Ultima Cena dipinta da Andrea Solari per monastero di Castellazzo.
La copia in mosaico, sul modello della ricostruzione di Giuseppe Bossi, poi perduta, fu eseguita nel 1806-1814 dal mosaicista romano Giacomo Raffaelli e oggi è nella Minoritenkirche, a Vienna. In una fotografia del 1936 si riconosce la copia eseguita da Giovanni Paolo Lomazzo, per refettorio di Santa Maria della Pace, a Milano, datata 1560 e distrutta dai bombardamenti del 1943.

## Arazzo

### Città del Vaticano
| Musei Vaticani                                  |                                                                          |          |       |
| Autore e titolo                                 | Descrizione                                                              | Immagine |       |
| Manifattura fiamminga, Ultima Cena, da Leonardo | Numero inventarioː MV_43789_0_0. Dataː 1532. Materialeː. Dimensioniː cm. |          | [ 1 ] |

## Caricatura

### Milano
| Trattoria in via Bagutta                         |                                                        |          |       |
| Autore e titolo                                  | Descrizione                                            | Immagine |       |
| Autore Anonimo, Protopremio Bagutta, da Leonardo | Dataː. Materialeː acquarello su carta. Dimensioniː cm. |          | [ 2 ] |
| Autore Anonimo, Premio Bagutta, da Leonardo      | Dataː. Materialeː acquarello su carta. Dimensioniː cm. |          |       |

## Cartolina

### Luogo non identificato
| Museo non identificato                   |                                                            |          |  |
| Autore e titolo                          | Descrizione                                                | Immagine |  |
| Autore anonimo, Ultima Cena, da Leonardo | Dataː 1904. Materialeː cartolina a colori. Dimensioniː cm. |          |  |

## Disegno

### Berlino
| Kupferstichkabinett                 | |          |  |
| Soggetto                            | Descrizione | Immagine |  |
| Rembrandt, Ultima Cena, da Leonardo | Schizzo. Numero inventarioː. Dataː 1635. Materialeː inchiostro bruno, lapis e rialzi di biacca. Dimensioni: 12.8 x 38,5 cm. Scritta: «Rembrandt f. 1635» |          |  |

### Chapel Hill
| Ackland Art Museum                                                              | |          |  |
| Soggetto                                                                        | Descrizione | Immagine |  |
| Pittore Anonimo, San Tommaso e San Giacomo Maggiore, da Ultima Cena di Leonardo | Copia. Numero inventarioː. Dataː 1515 circa Materialeː gesso nero, marrone e rosso, con ritocchi. Dimensioni: 62,3x45,3 cm. |          |  |
| Pittore Anonimo, Giuda e San Pietro, da Ultima Cena di Leonardo                 | Copia. Numero inventarioː. Dataː 1515 circa Materialeː gesso nero, marrone e rosso, con ritocchi. Dimensioni: 66,6x50,8 cm. |          |  |

### Londra
| British Museum                      | |          |  |
| Soggetto                            | Descrizione | Immagine |  |
| Rembrandt, Ultima Cena, da Leonardo | Schizzo. Numero inventarioː. Dataː 1635. Materialeː sanguigna con rialzi di biacca, su carta forse lievemente imbrunita. Dimensioni: 12,5x21 cm. Scritta: «R..b...dt» |          |  |

### New York
| Metropolitan Museum of Art          |                                                                                                 |          |  |
| Soggetto                            | Descrizione                                                                                     | Immagine |  |
| Rembrandt, Ultima Cena, da Leonardo | Schizzo. Numero inventarioː 1975.1.794. Dataː 1634–1635. Materialeː gesso rosso. Dimensioni: cm |          |  |

## Fotografia

### Lubiana
| Galleria nazionale della Slovenia     | |          |  |
| Autore e titolo                       | Descrizione                                                                                                  | Immagine |  |
| Janez Puhar, Last supper, da Leonardo | Fotoriproduzione colorata del motivo grafico su carta. Numero inventarioː. Dataː 1864. Dimensioniː 6x7,8 cm. |          |  |

### Luoghi non identificati
| Musei non identificati                                        |                                                                                |          |       |
| Autore e titolo                                               | Descrizione                                                                    | Immagine |       |
| Carlo Naya (1816-1882), Cena di Cristo, da Leonardo           | Dataː ante 1882. Materialeː foto. Dimensioniː cm.                              |          |       |
| George Chakravarthi, Resurrection, da Ultima Cena di Leonardo | Numero inventarioː. Dataː 1998. Materialeː foto. Dimensioniː 12x5 feet         |          | [ 3 ] |
| Arne Groh, The Last Supper with Onions, da Leonardo           | Dataː 2010. Materialeː foto. Dimensioniː cm.                                   |          |       |
| Eva Rinaldi, The Last Supper, da Leonardo                     | Data e luogoː Sidney, 3 agosto 2014. Materialeː foto a colori. Dimensioniː cm. |          |       |

## Incisione

### Braunschweig
| Herzog Anton Ulrich Museum               |                                                                            |          |  |
| Soggetto                                 | Descrizione                                                                | Immagine |  |
| Pieter Soutman, Ultima Cena, da Leonardo | Numero inventarioː. Dataː XVII sec. Materialeː acquaforte. Dimensioni: cm. |          |  |

### Chiari (Brescia)
| Fondazione Biblioteca Morcelli - Pinacoteca Repossi     | |                          |  |
| Soggetto                                                | Descrizione | Immagine                 |  |
| Raffaello Morghen (1758-1833), Ultima Cena, da Leonardo | Bulino. Data: circa 1778-ante 1833. Dimensioni: 89,1x 43,3 cm (parte incisa) e 93,3x 52,3 cm (battuta della lastra). | Immagine non disponibile |  |

### New York
| Metropolitan Museum of Art                       | |          |       |
| Soggetto                                         | Descrizione | Immagine |       |
| Giovanni Pietro Birago, Ultima Cena, da Leonardo | Nella incisione c'è l'aggiunta di una frase del Vangelo e del cane che rosica un osso, elementi che non esistono nell'opera di Leonardo. Interessanti i particolari dei piedi e delle vesti sotto la tavola. Numero d'inventario 1998.195. Data: 1500 circa Dimensioni 21,3x44,0 cm |          | [ 4 ] |

### Luogo non identificato
| Museo non identificato                                  |                                                                                                 |          |       |
| Soggetto                                                | Descrizione                                                                                     | Immagine |       |
| Giuseppe Mocchetti, Ultima Cena da Leonardo (incisione) | Disegnata e incisa da Giuseppe Mocchetti, distribuita da Agapito Franchetti, inizio XIX secolo. |          | [ 5 ] |

## Mosaico

### Vienna
| Chiesa dei Minoriti                         | |          |       |
| Autore e titolo                             | Descrizione                                                                                          | Immagine |       |
| Giacomo Raffaelli, Ultima Cena, da Leonardo | Dataː 1807-1815. Materialeː tessere a smalto. Dimensioniː identiche a quelle dell'opera leonardesca. |          | [ 6 ] |

### Nauplia (Grecia)
| Cattedrale metropolitana di San Giorgio  |                                                      |          |  |
| Autore e titolo                          | Descrizione                                          | Immagine |  |
| Autore anonimo, Ultima Cena, da Leonardo | Dataː. Materialeː tessere di smalto. Dimensioniː cm. |          |  |

## Pittura

### Castelnuovo Scrivia
| Collegiata dei SS. Pietro e Paolo          | |                                                               |  |
| Autore e titolo                            | Descrizione | Immagine                                                      |  |
| Alessandro Berri, Ultima Cena, da Leonardo | Dataː 1540. Materialeː pittura su legno. Dimensioniː 260 x 265 cm. La tavola su cui è riprodotta l'opera è composta da 5 assi di pioppo dello spessore di circa 3 cm, ed è collocata nella cappella del Santissimo Sacramento della Collegiata dei SS. Pietro e Paolo a Castelnuovo Scrivia (AL). I personaggi sono posizionati in maniera speculare rispetto all'originale di Leonardo da Vinci. Nel 1982 l'opera è stata sottoposta a restauro. | Alessandro Berri, Ultima Cena, 1540, Castelnuovo Scrivia (AL) |  |

### Milano
| Pinacoteca di Brera                           |                                                                               |          |  |
| Autore e titolo                               | Descrizione                                                                   | Immagine |  |
| Cesare Magni, Ultima Cena, da Leonardo        | Numero inventarioː. Dataː 1520 circa Materialeː olio su tela. Dimensioni: cm. |          |  |
| Antonio della Corna, Ultima Cena, da Leonardo | Dataː fine secolo XV. Materialeː affresco. Dimensioniː cm.                    |          |  |

| Museo nazionale della scienza e della tecnologia Leonardo da Vinci |                                              |          |       |
| Soggetto                                                           | Descrizione                                  | Immagine |       |
| Giovanni Mauro della Rovere, Ultima Cena, da Leonardo              | Data: . Materialeː affresco. Dimensioni: cm. |          | [ 7 ] |

### Oxford
| Magdalene College |                                                                                              |          |       |
| Autore e titolo | Descrizione                                                                                  | Immagine |       |
| Giovan Pietro Rizzoli detto il Giampietrino o Marco d'Oggiono o Giovanni Antonio Boltraffio (attrib.), Ultima Cena, da Leonardo | Numero inventarioː. Dataː 1515-1520 circa Materialeː olio su tela. Dimensioni: 770 × 298 cm. |          | [ 8 ] |

### Ponte Capriasca (Lugano)
| Chiesa di Sant'Ambrogio                   |                                                                   |          |       |
| Autore e titolo                           | Descrizione                                                       | Immagine |       |
| Cesare da Sesto, Ultima Cena, da Leonardo | Dataː inizio XVI secolo. Materialeː olio su tela. Dimensioni: cm. |          | [ 9 ] |

### San Pietroburgo
| Museo dell'Hermitage                       |                                                                               |          |  |
| Autore e titolo                            | Descrizione                                                                   | Immagine |  |
| Anonimo lombardo, Ultima Cena, da Leonardo | Numero inventarioː. Dataː 1570 circa Materialeː olio su tela. Dimensioniː cm. |          |  |

### Tyrnävä (Finlandia)
| Temmes Church                                                 |                                                      |          |
| Autore e titolo                                               | Descrizione                                          | Immagine |
| Carl Christoffer Stadig (1807-1863), Ultima Cena, da Leonardo | Dataː 1847. Materialeː olio su tela. Dimensioniː cm. |          |

### Torino
| Duomo di Torino                       |                                                      |          |  |
| Autore e titolo                       | Descrizione                                          | Immagine |  |
| Luigi Cagna, Ultima Cena, da Leonardo | Dataː 1835. Materialeː olio su tela. Dimensioniː cm. |          |  |

### Westerlo (Anversa)
| Abbazia di Tongerlo Museo da Vinci                                |                                                                                         |          |        |
| Autore e titolo                                                   | Descrizione                                                                             | Immagine |        |
| Anonimo fiammingo, oppure Andrea Solari, Ultima Cena, da Leonardo | Numero inventarioː. Dataː 1500 circa Materialeː olio su tela. Dimensioniː 41,8x79,4 cm. |          | [ 10 ] |

## Pop Art

### Luogo non identificato
| Museo non identificato                   |                                                             |                          |  |
| Autore e titolo                          | Descrizione                                                 | Immagine                 |  |
| Andy Warhol The last supper, da Leonardo | Numero inventarioː. Dataː 1986. Materialeː. Dimensioniː cm. | immagine non disponibile |  |

## Porcellana

### Kyoto
| Garden of fine art         |                                                                                     |          |  |
| Autore e titolo            | Descrizione                                                                         | Immagine |  |
| "Last Supper", da Leonardo | Pannello. Numero inventarioː. Dataː. Materialeː porcellana dipinta. Dimensioniː cm. |          |  |

## Scultura

### Caltanissetta
vara del giovedì santo
Di Francesco e Vincenzo Biangardi
1885
Costata 2.800 lire e costruita a Mussomeli,va in processione ogni anno il giovedì santo a Caltanissetta.
Parecchio fedele all'originale se non per il tavolo a ferro di cavallo che gli artisti hanno dovuto concepire per il passaggio nelle strade strette.
È conservata presso la sala espositiva della parrocchia San Pio X di Caltanissetta. 
Nel 2015 è stata esposta nel padiglione del Mediterraneo all'EXPO, nel 2022 presso l'aeroporto Fiumicino di Roma.
È realizzata con teste e piedi in cartapesta, mani e ossatura del corpo in legno, panneggi in tela olona foderata di stucco. 

### Bologna
| Museo tattile Anteros                      |                                                                      |          |  |
| Soggetto                                   | Descrizione                                                          | Immagine |  |
| Scultore Anonimo, Ultima Cena, da Leonardo | Bassorilievo tattile. Numero d'inventario: . Data: . Dimensioni: cm. |          |  |

### Gröden
| Chiesa di Santa Cristina                           |                                                                        |          |  |
| Autore e titolo                                    | Descrizione                                                            | Immagine |  |
| Peter Nocker (1823-1880), Ultima Cena, da Leonardo | Numero inventarioː. Dataː. Materialeː legno policromo. Dimensioniː cm. |          |  |

### Milano
| Santa Maria delle Grazie                                               |                                                                                                  |          |  |
| Autore e titolo                                                        | Descrizione                                                                                      | Immagine |  |
| Giannino Castiglioni, Ultima Cena, rielaborazione plastica da Leonardo | Gruppo scultoreo. Dataː 1935. Materialeː fusione in bronzo su masso di porfido. Dimensioniː m.   |          |  |
| Ernst Hanssen, Ultima Cena, da Leonardo                                | Altorilievo nel refettorio del convento domenicano. Dataː 1950 circa Materialeː. Dimensioniː cm. |          |  |

### Venezia
| Chiesa di Santa Maria dei Miracoli        |                                                   |                          |        |
| Autore e titolo                           | Descrizione                                       | Immagine                 |        |
| Tullio Lombardo, Ultima Cena, da Leonardo | Dataː fine XV secolo. Materialeː. Dimensioniː cm. | immagine non disponibile | [ 11 ] |

### Wieliczka (Cracovia)
| Miniera di sale di Wieliczka           |                                                  |          |  |
| Autore e titolo                        | Descrizione                                      | Immagine |  |
| Senza autore, Ultima Cena, da Leonardo | Dataː. Materialeː roccia salina. Dimensioniː cm. |          |  |

## Vetrata

### Sérent (Francia)
| Chiesa di San Pietro                                                     |                                                                     |          |  |
| Soggetto                                                                 | Descrizione                                                         | Immagine |  |
| Marguerite-Marie Alacoque adora il Sacro Cuore e Ultima Cena da Leonardo | Vetrata in chiesa neogotica. Data: fine XIX secolo. Dimensioni: cm. |          |  |

### Arte
Il giovedì santo a Caltanissetta
Michele Alesso 1903
- Napoleone Bertoglio Pisani, Il Cenacolo di Leonardo da Vinci e le sue copie, Pistoia, Tipo.-litogr. Sinibuldiana, 1907, SBN LO10775966.

### Letteratura
- Antonio Mezzanotte, Il cenacolo di Leonardo da Vinci descritto in ottava rima, Perugia, presso la tipografia Baduel, 1820, SBN LO1E027121.
- Dario Fo, Leonardo e il Cenacolo, Milano, Fabbri, 2006, SBN RAV1464429. A cura di Franca Rame; con la collaborazione di Silvia Varale.

### Audiovisivi
- Roberto Giacobbo, Voyager. Leonardo da Vinci e il mistero del Cenacolo / un programma di Roberto Giacobbo; testi: Roberto Giacobbo, Giulio Di Martino, Davide Fiorani [e altri]; regia: Pierpaolo Cattedra, Luigi Rizza; fotografia: Massimo Gabrielli; musiche: Rosario Di Bella; montaggio: Silvano Rocchi e Armando Ianniello; produzione RAI: Veronica Vetrulli, s.l., De Agostini Editore, 2009, SBN DDS1460309. 1 DVD (50 min.) Azione dal vivo, Colore, Suono sul supporto, Stereofonico, Digitale, 625 PAL.